# Donald Tsang
Donald Tsang (in cantonese Tsang Yam-Kuen, 曾蔭權T, Zēng YìnquánP, jyutping: Zang1 Jam3kyun4; Hong Kong, 7 ottobre 1944) è un politico cinese.

## Biografia

Firma di Donald Tsang.

È stato nominato capo del governo nel 2005, e rieletto il 25 marzo 2007; il 1º luglio 2012 è succeduto da Leung Chun-ying.
Tsang è cattolico devoto.